# خمونیو
خمونیو دهستانی در استان آبیلای اسپانیا است.
در این دهستان ۲۱۰ نفر زندگی می‌کنند. مساحت این دهستان ۱۷٫۲۲ کیلومتر مربع است.